# Episodi di FBI: Most Wanted (sesta stagione)
La sesta e ultima stagione della serie televisiva FBI: Most Wanted, composta da 22 episodi.  è stata trasmessa per la prima volta negli Stati Uniti in prima visione dall'emittente CBS dal 15 ottobre 2024 al 20 maggio 2025.
In Italia la stagione è stata trasmessa in prima visione dal 28 aprile al 12 giugno 2025 su Italia 1.
| nº | Titolo originale     | Titolo italiano           | Prima TV USA     | Prima TV Italia |
| -- | -------------------- | ------------------------- | ---------------- | --------------- |
| 1  | Aquarium Drinker     | Fantasie pericolose       | 15 ottobre 2024  | 28 aprile 2025  |
| 2  | Varsity Blues        | Varsity Blues             | 22 ottobre 2024  | 28 aprile 2025  |
| 3  | White Buffalo        | Il bisonte bianco         | 29 ottobre 2024  | 28 aprile 2025  |
| 4  | Pig Butchering       | Pig Butchering            | 12 novembre 2024 | 5 maggio 2025   |
| 5  | Money Moves          | L'ultimo colpo            | 19 novembre 2024 | 5 maggio 2025   |
| 6  | Pageantry            | Vortice di bellezza       | 3 dicembre 2024  | 5 maggio 2025   |
| 7  | Highway to Hell      | Autostrada per l'inferno  | 10 dicembre 2024 | 12 maggio 2025  |
| 8  | The Electric Company | La compagnia elettrica    | 17 dicembre 2024 | 12 maggio 2025  |
| 9  | Moving On            | Per non dimenticare       | 28 gennaio 2025  | 12 maggio 2025  |
| 10 | Ars Moriendi         | Ars moriendi              | 4 febbraio 2025  | 19 maggio 2025  |
| 11 | Do You Realize??     | Legami fraterni           | 11 febbraio 2025 | 19 maggio 2025  |
| 12 | 68 Seconds           | Ogni 68 secondi           | 18 febbraio 2025 | 19 maggio 2025  |
| 13 | Greek Tragedy        | Alpha e omega             | 25 febbraio 2025 | 26 maggio 2025  |
| 14 | 100%                 | Al cento per cento        | 11 marzo 2025    | 26 maggio 2025  |
| 15 | Four Bodies          | Le 4 b                    | 18 marzo 2025    | 26 maggio 2025  |
| 16 | Toxic Behavior       | L'avvelenatore            | 1º aprile 2025   | 2 giugno 2025   |
| 17 | Gut Job              | Ristrutturazione completa | 8 aprile 2025    | 2 giugno 2025   |
| 18 | Trust                | È ora di cambiare         | 15 aprile 2025   | 2 giugno 2025   |
| 19 | Starman              | Starman                   | 22 aprile 2025   | 5 giugno 2025   |
| 20 | Trash Day            | Giorno di raccolta        | 6 maggio 2025    | 5 giugno 2025   |
| 21 | Souls on ICE         | Senza scrupoli            | 13 maggio 2025   | 12 giugno 2025  |
| 22 | The Circle Game      | Il cerchio si chiude      | 20 maggio 2025   | 12 giugno 2025  |